# Сивий верх (гори)
Сивий Верх (Sivý vrch) — гірський масив в Словаччині; геоморфологічна підодиниця масиву Західні Татри.. Найвища точка — гора Сивий верх (1805 метрів). Місце розташування — Жилінський край.